# Chód

Chód słonia

Chód – forma lokomocji zwierząt na lądzie przy użyciu kończyn. Jest to seria cyklicznych, naprzemiennych ruchów całego ciała – kończyn i tułowia – powodujących przemieszczanie się. Podczas chodzenia środek ciężkości unosi się i opada w dół. Może również wykonywać niewielkie wahania na boki (chód kołyszący). 
Dla odróżnienia od biegu, chodem nazywamy taki sposób poruszania się, podczas którego przynajmniej jedna stopa ma zawsze kontakt z ziemią. Z kolei bieg, dla ludzi i innych zwierząt dwunożnych, zaczyna się wówczas, gdy pojawiają się takie momenty, w których obie stopy nie mają kontaktu z ziemią.
Człowiek chodzi z prędkością kilku km/h. W zależności od wieku i kondycji fizycznej tempo chodu jest różne. Średnia prędkość normalnego kroku wynosi wg różnych badań 4,2 lub 5,1 km/h, ale chód szybkim krokiem może osiągać prędkość zbliżoną do biegu (8 km/h). Z kolei osoby starsze mogą poruszać się z prędkością poniżej 3 km/h.
Przeciętne ludzkie dziecko zaczyna chodzić pomiędzy dziewiątym i piętnastym miesiącem życia.
Ocena chodu jest jednym z elementów badania lekarskiego.